# جمینای ۱۲

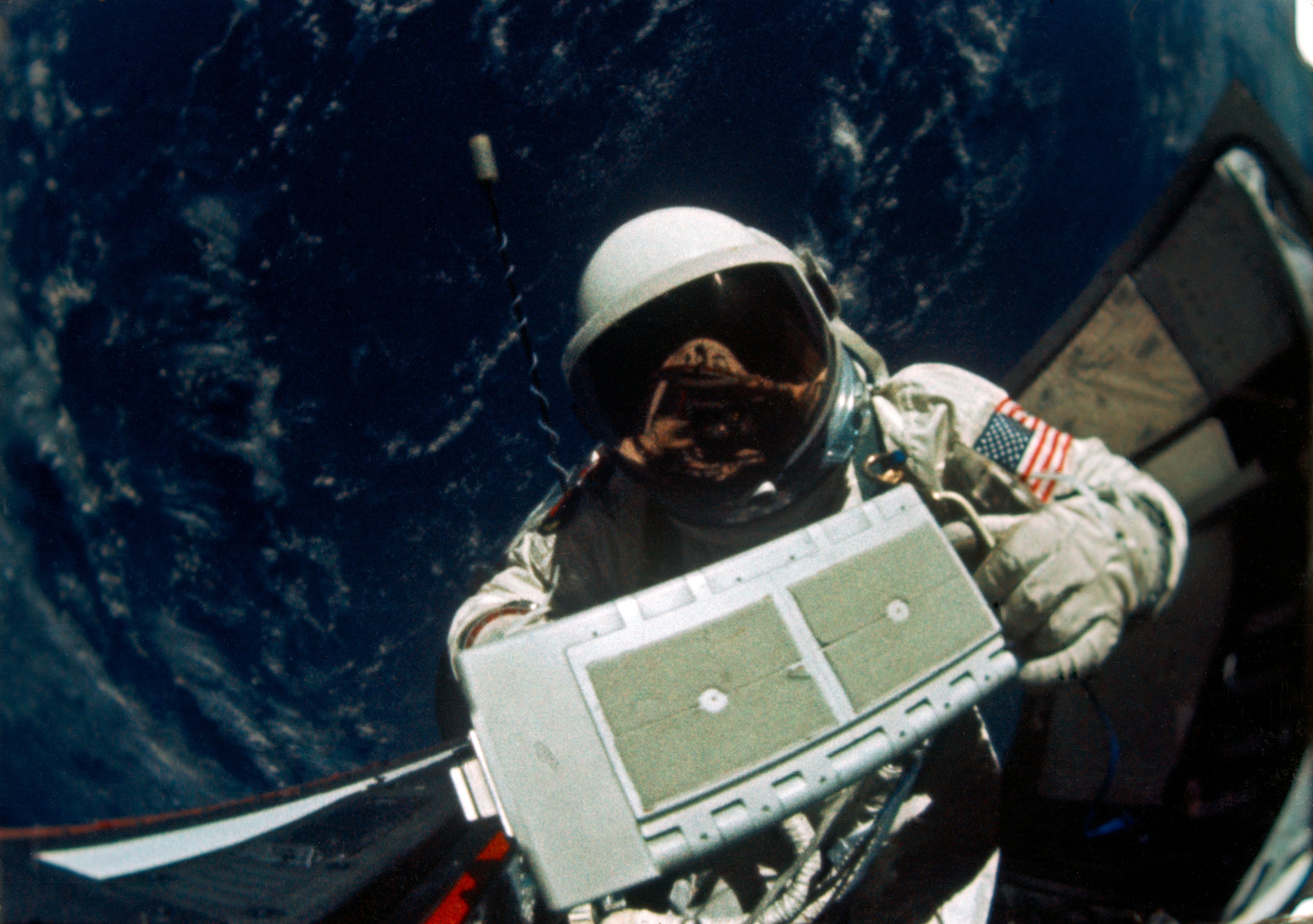
فضانورد جمینای ۱۲ در مدار

جمینای ۱۲ (به انگلیسی: Gemini 12) یکی از پروژه‌های فضایی ناسا بود.
این ماموریت ناسا در سال ۱۹۶۶ بوقوع پیوست، و دو فضانورد داشت.